# 零費率
零費率（Zero-rating），亦稱為免計費（toll-free）、免流量、免流或贈送數據量（sponsored data），是指行動通訊業者（MNO）、行動虛擬網路業者（MVNO）與網際網路服務供應商（ISP）不向其用戶收取在其網路上使用特定應用或網際網路服務所產生數據量之費用的行為，不論其用戶使用的是無限量，還是計量的數據方案。零費率允許用戶使用業者選擇之內容來源或APP商店等數據服務，而不用擔心帳單震撼。在一般數據方案與用量上限時使用相同的數據量，很可能會發生帳單震撼。在行銷4G網路時，零費率已成為一種選項，但在過去的簡訊服務及其他內容服務裡，亦有被使用。
將零費率與部分服務相結合，行動通訊業者一般會對開放網際網路的流量設定較低的用量上限，或對零費率的服務設定較高之用量上限。選擇將既有受歡迎的第三方服務設為「零費率」服務，有助於行動通訊業者針對特定對象增加或維持其市占率 。在選擇的第三方服務上亦可能產生價格歧視。
建立自己的服務，並將這些服務以零費率捆售於其行動通訊合約內，已成為行動通訊業者間的共同作法。在此情況下，網路業者可以將服務與其網路進行最佳化，以傳輸最佳化的服務。連同既有的帳單關係，這也是與第三方服務相互競爭，或控管需高額用量之服務的重要因素。

## 現有計畫
Facebook、維基百科與Google等網際網路服務均已成立特別的計畫，使用零費率作為將其服務拓展至開展中市場的手段。對於會大量依賴行動網路連接網際網路的新用戶而言，得到的好處是這些服務業者會補貼其接取服務。在多個市場上的採行，其成果有好有壞，有時會高估預期，且感覺對行動通訊業者沒有好處。在智利，智利的電信主管機關裁定，此一行為違反了網路中立性，且必須於2014年6月1日前中止。
同樣地，行動通訊業者亦能使用深度封包檢測等分類技術，將員工使用其平板電腦或智慧型手機執行與企業有關之數據量另行計算。這有助於員工參與自攜設備之類的計畫。

## 免計費應用程式
另一種（部分或完全免費）補貼數據量的方法為，使用APP應用程式自行追蹤目標裝置（如手機、平板電腦）上耗費的數據量，並回報給網路業者與APP業者其使用量，以施行零費率。此一方法的優點在於，可透過建置完善的APP商店（如iOS、Google Play）輕易部署、修正及更新頻寬管理邏輯（運作規則），而無須增加行動通訊業者操作上的負擔。
APP應用程式可自行配置，且即時執行其規則，而不須等待第三方、網路控制裝置或類似的外部元件之允許。這意味著，APP應用程式可自行開啟或關閉數據補貼，改變其呈現外觀向終端用戶傳達其補貼程度，或依時間、地點、使用案例等情形採取其他行動。這些全都在APP應用程式被創建與發布時，即由補貼頻寬的業者（APP應用程式業者）所決定。
不斷演進的一堆免計費應用程式可自然地（透過自由市場對動態改變之需求程度的回應）鼓勵在最佳時間（如離峰或尖端）裡的頻寬使用，不只能降低用戶與內容業者的頻寬成本，亦能改善網路業者既有基礎設施之性能（較低的電力、在尖峰時較快的速率、較少的錯誤）。
最後，以應用程式為核心的解決方案可能免除深度封包檢測的需求（能避免隱私問題），且非常適合同時佈建於各個不同業者的網路之上，簡化補貼頻寬的業者（如內容業者、商人、服務業者或政府機關）採行免計費方案之程序。

## 反應與影響
將某些服務、「快車道」及「贈送數據量」納入零費率中，對使用那些補貼服務的用戶有利，但也被批評為反競爭行為，且會妨礙自由市場。當許多新興的網際網路與內容服務開始將其目標放在行動用戶身上，且全球新建的網際網路接取服務（包括已開發國家鄉下地區的寬頻）重度地依賴著行動通訊的同時，零費率亦被視為是對開放網際網路的威脅。透過固定網路，通常可以固定費用使用無限量的數據量。維基媒體基金會及Facebook都曾因其零費率計畫而遭到批評，認為會更進加鞏固既有的行動通訊網路，並限制消費者使用開放網際網路之權利。

## 另見
- 零稅率供應（經濟學）
- 維基百科零計劃
- 深度封包檢測
- 零团费旅行团